# Menhirs de Raguenez
Les menhirs de Raguenez, appelés parfois alignements de Kerglintin, sont un groupe de trois menhirs situés sur la commune de Crozon, dans le département du Finistère en France. Ils correspondent au vestige d'un ensemble mégalithique beaucoup plus vaste constitué de deux enceintes rectangulaires.

## Historique
En 1835, de Fréminville mentionne que « près de la ferme de Kerglintin, se trouve un alignement de 7 pierres, dont 2 sont des menhirs de 10 pieds de haut. Cet alignement se dirige directement de l'Est à l'Ouest » mais en 1844, il modifie cette description et mentionne « près de la ferme de Kerglintin sont deux alignements Est et Ouest de pierres celtiques, les unes plantées debout et les autres posées à nu sur le sol ». 

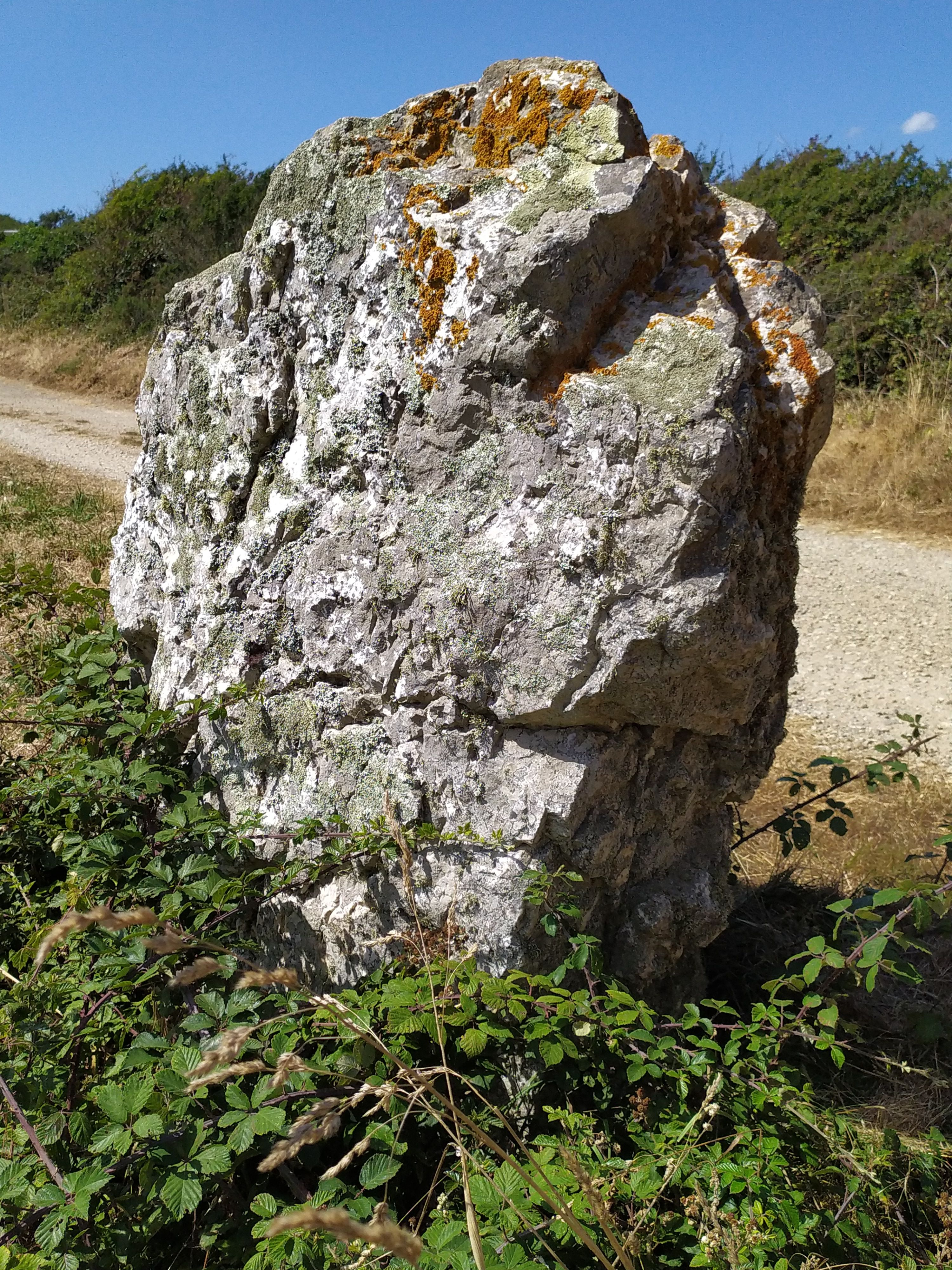
Le menhir isolé à l'est.

 En 1850, Jean-Marie Bachelot de La Pylaie décrit six « beaux menhirs, hauts de près de 3 m, et qui nous semblent placés sur une ligne droite du nord au midi » parmi tout un ensemble de pierres constituant selon lui deux enceintes rectangulaires adjacentes par un côté commun comprenant six pierres alignées (dont trois encore debout). L'enceinte orientale est délimitée par huit pierres au sud et deux à l'ouest, toutes renversées, et à l'est par un talus. Elle renferme trois grosses pierres dont une seule dressée d'une hauteur de 1,75 m. L'enceinte orientale mesure « 168 pas » de longueur et l'enceinte occidentale « 60 pas ». Les autres côtés des enceintes sont délimités par des dénivellations de terrain. L'ensemble comprend au total une vingtaine de pierres (dont seuls les quatre mentionnées sont debout) et tous ces blocs sont en quartz. En 1876, Le Men ne mentionne que les six pierres debout et un menhir isolé à 110 m plus à l'est.
Selon le commandant Devoir lorsqu'il visita le site « en 1900, on voyait nettement le tracé de deux alignements perpendiculaires entre eux. Le moins mutilé comprenait 5 menhirs, dont un de 3,50 m et un de 2,50 m debout. Les trois autres renversés avaient des dimensions égales ou supérieures ; l'orientation de l'alignement était NNE-SSO, son développement de 50 m. » mais en septembre 1910 il écrit qu'il ne reste plus qu'un menhir de 2,50 m, tous les autres ayant été brisés pour empierrer les chemins, et un petit menhir de 1,30 m au nord de ce dernier.

## Description
En l'état actuel, il ne demeure de cet ensemble complexe que les deux menhirs mentionnés par le commandant Devoir, vestiges de la partie commune aux deux enceintes décrites par B. de la Pylaie et, plus à l'est, le menhir isolé cité par Le Men mesurant 1,80 m de hauteur sur 1,40 m de largeur et 0,70 m d'épaisseur. De nombreux blocs de quartz sont visibles aux alentours, réutilisés dans le jardin de la maison proche ou en empierrement du chemin voisin.